# Guillaume Bonnafond
Guillaume Bonnafond (Valence, 23 juni 1987) is een Frans voormalig wielrenner die in 2018 zijn carrière afsloot bij Cofidis, Solutions Crédits.
Na in 2008 de Ronde van de Isard en de Tour des Pays de Savoie gewonnen te hebben en een tweede plaats behaald te hebben in het Frans kampioenschap voor amateurs, kreeg hij een stageplaats bij AG2R La Mondiale. In 2009 tekende hij een profcontract bij deze ploeg.

## Belangrijkste overwinningen
2008
4e etappe Ronde van de Isard
Eindklassement Ronde van de Isard
2e en 3e etappe Tour des Pays de Savoie
Eindklassement Tour des Pays de Savoie

## Resultaten in voornaamste wedstrijden
| Jaar | Ronde van Italië | Ronde van Frankrijk | Ronde van Spanje |
| ---- | ---------------- | ------------------- | ---------------- |
| 2009 | 87e              |                     |                  |
| 2010 | opgave           |                     | 58e              |
| 2011 |                  |                     | 26e              |
| 2012 | 90e              |                     |                  |
| 2013 | 107e             |                     |                  |
| 2014 |                  |                     |                  |
| 2015 |                  |                     |                  |
| 2016 | 54e              |                     |                  |
| 2017 |                  |                     | 88e              |
| 2018 |                  |                     |                  |

| Jaar | Milaan-San Remo | Amstel Gold Race | Luik-Bast.‑Luik | Ronde van Lombardije | Brabantse Pijl | Waalse Pijl |
| ---- | --------------- | ---------------- | --------------- | -------------------- | -------------- | ----------- |
| 2009 |                 |                  |                 |                      | 60e            |             |
| 2010 |                 |                  |                 | 22e                  |                |             |
| 2011 |                 | opgave           | opgave          | opgave               |                |             |
| 2012 |                 |                  |                 | opgave               |                |             |
| 2013 |                 |                  |                 |                      |                |             |
| 2014 | 112e            | 111e             |                 |                      |                | 131e        |
| 2015 |                 |                  |                 | opgave               |                |             |
| 2016 |                 |                  |                 |                      |                |             |
| 2017 |                 |                  | 133e            | opgave               |                | 107e        |
| 2018 | 113e            |                  |                 |                      |                |             |

## Ploegen
- 2008 –  AG2R La Mondiale (stagiair vanaf 1-8)
- 2009 –  AG2R La Mondiale
- 2010 –  AG2R La Mondiale
- 2011 –  AG2R La Mondiale
- 2012 –  AG2R La Mondiale
- 2013 –  AG2R La Mondiale
- 2014 –  AG2R La Mondiale
- 2015 –  AG2R La Mondiale
- 2016 –  AG2R La Mondiale
- 2017 –  Cofidis, Solutions Crédits
- 2018 –  Cofidis, Solutions Crédits